# Mel Tormé
Mel Tormé (Chicago, 1925. szeptember 13. – Los Angeles, 1999. június 5.) amerikai zenész. Énekes, zeneszerző, szövegíró, hangszerelő, dobos, színész. Továbbá zongorán és ukulelén is játszott.
Többek között ő írta a Karácsonyi dalt a Nat King Cole-nak a „Chestnuts Roasting on an Open Fire”-hoz.
Négyszeres Grammy-díjas.

## Pályakép
Zsidó emigráns család már Amerikában született gyermeke volt.
Már négy éves korában énekelt egy zenekarral (Coon-Sanders Orchestra). Nyolc évesen egy rádiójátékban színészkedett. Tizenhárom éves korában megírta első dalát. Iskoláskora elején dobolni kezdett. 1944-ben befejezte az iskolát és Chico Marx csoportjába került. Tizennyolc évesen kapta első filmszerepét. Ugyanakkor létrehozta első zenekarát. 1949-ben vették fel az első dalt és 1954-ben kiadták az albumot, majd két év alatt még hetet.

## Lemezeiből
- 1949: The Best of the Capitol Years (1949-52)
- 1955: It's a Blue world (Bethlehem)
- 1958: Tormé (Verve)
- 1960: Swings Shubert Alley (Verve)
- 1960: Swingin´ on the Moon (Verve)
- 1960: Prelude to a Kiss (Fresh Sound, n. d.)
- 1963: Sunday in New York (Atlantic)
- 1982: An Evening with George Shearing & Mel Tormé (Concord)
- 1986: Mel Tormé, Rob McConnell and the Boss Brass (Concord)
- 1987: A Vintage Year (Concord)
- 1995: Velvet and Brass (Concord)

## Filmek
- IMDb

## Díjak
- 1983: Grammy-díj (Legjobb férfi előadó)
- 1984: Grammy-díj (Legjobb férfi előadó)
- 1996: Grammy-díj (zeneszerző)
- 1999: Grammy életmű díj
- Hollywood Walk of Fame